# Attagenus unicolor
Attagenus unicolor là một loài bọ cánh cứng trong họ Dermestidae. Loài này dài 3–5 milimét (0,12–0,20 in), và là loài gây hại cho đồ gia dụng. Ấu trùng phát triển dài 7 mm (0,28 in), có màu nâu đỏ và có lông. Ấu trùng ăn các sợi tự nhiên, làm hư hại thảm, đồ nội thất và quần áo.